# Collocalia
Genre
Collocalia est un genre d'oiseaux de la famille des Apodidae. Les onze espèces de ce genre sont appelées salanganes.
Rheindt et al. ont révisé de genre en 2017.
Certains auteurs y intégraient aussi les 22 espèces du genre Aerodramus.
Leurs nids sont utilisés dans la cuisine chinoise sous le nom de nid d'hirondelle sous la forme de soupe ou de compote.

## Répartition
Les espèces de ce genre se rencontrent en Asie du Sud-Est et en Mélanésie.

## Liste des espèces
Selon la classification de référence du Congrès ornithologique international (version 7.3, 2017) :
- Collocalia affinis (Beavan, 1867) – Salangane de Beavan
- Collocalia dodgei (Richmond, 1905) – Salangane du Kinabalu
- Collocalia esculenta (Linnaeus, 1758) – Salangane soyeuse
- Collocalia isonota (Oberholser, 1906) – Salangane des crêtes
- Collocalia linchi (Horsfield & Moore, 1854) – Salangane linchi
- Collocalia marginata (Salvadori, 1882) – Salangane des Philippines
- Collocalia natalis (Lister, 1889) – Salangane de Christmas
- Collocalia neglecta (Gray, 1866) – Salangane négligée
- Collocalia sumbawae (Stresemann, 1925) – Salangane de Sumbawa
- Collocalia troglodytes (Gray, 1845) – Salangane pygmée
- Collocalia uropygialis (Gray, 1866) – Salangane des Nouvelles-Hébrides